# Bill Edler
William 'Bill' Edler (Evanston, 11 februari 1964) is een Amerikaans professioneel pokerspeler. Hij won onder meer het $5.000 No Limit Hold'em - Six Handed-toernooi van de World Series of Poker 2007 (goed voor een hoofdprijs van $904.672,-) en het $9.700 No Limit Hold'em - Championship Event van het World Poker Tour Gulf Coast Poker Championship 2007 (goed voor $747.615,-). Edler won tot en met juni 2014 meer dan $3.400.000,- in pokertoernooien (cashgames niet meegerekend)

## Historische comeback
Edler maakte op het WPT Gulf Coast Poker Championship 2007 een van de grootste comebacks in de geschiedenis van het professionele poker. Met nog zeventien spelers in het toernooi, waren de minimuminzetten opgelopen tot 4.000/8.000 (kleine blind/grote blind). Edler had op dat moment nog maar 2.000 punten over en moest die automatisch inzetten omdat hij op de positie van de grote blind zat. Hij won vervolgens niettemin een reeks potten waarin hij telkens al zijn fiches had zitten en bereikte zo wonder boven wonder de finaletafel van zes spelers. Daaraan had hij inmiddels het op twee na grootste aantal fiches.
Van zijn vijf overgebleven tegenstanders zag Edler vervolgens Tom Franklin en Tim Frazin afvallen zonder daar zelf iets voor te hoeven doen. Een paar handen later schakelde hij persoonlijk John Davidson uit. Nadat hij ook alleen maar hoefde toe te kijken hoe John Sitton uit het toernooi vloog, versloeg hij in de heads up (laatste twee) David Robbins om de ommekeer van op een haar na uitgeschakeld tot toernooiwinnaar compleet te maken.

## Wapenfeiten

### Titels
Behalve zijn WPT- en WSOP-titels won Edler verschillende andere prestigieuze pokerevenementen. Zo won hij onder meer:
- de $3.000 No Limit Hold'em Ultimate Poker Challenge 2005 ($61.110,-)
- de $2.500 No Limit Hold'em Ultimate Poker Challenge 2005 ($32.010,-)
- het $1.500 No Limit Hold'em Jack Binion WSOP Circuit Event 2006 ($65.065,-)
- de $10.000 No Limit Hold'em - Heads Up Championships 2007 van de 1st Annual Heads-Up Championships ($215.000,-)

### Grote cashes
Daarnaast won Edler hoge prijzengelden met onder meer zijn:
- zesde plaats op het $10.000 Championship Event - No Limit Hold'em van de 2005 WSOP Circuit Tournaments ($72.960,-)
- derde plaats op de $10.000 UPC Final - No Limit Hold'em Ultimate Poker Challenge 2005 ($58.685,-)
- derde plaats op het $1.500 No Limit Hold'em-toernooi van het 2006 Gold Strike World Poker Open ($33.929,-)
- derde plaats op het $1.000 No Limit Hold'em Jack Binion WSOP Circuit Event 2006 ($31.250,-)
- vijfde plaats in het $1.000 7 Card Stud Hi/Lo-toernooi van de World Series of Poker 2006 ($39.439,-)
- 23e plaats in het $10.000 World Championship No Limit Hold'em van de World Series of Poker 2007 ($333.490,-)
- vierde plaats in het $5.000 No Limit Hold'em-toernooi van het 2007 Borgata Winter Open ($84.700,-)
- zevende plaats in de $9.900 No Limit Hold'em - WPT Event 2007 L.A. Poker Classic ($189.840,-)
- zesde plaats in de $9.600 WPT Championship Event - No Limit Hold'em Bay 101 Shooting Stars 2007 ($160.000,-)

## WSOP
| Jaar                       | Toernooi                             | Prijs      |
| -------------------------- | ------------------------------------ | ---------- |
| World Series of Poker 2007 | $5.000 No Limit Hold'em Short Handed | $904.672,- |